# 能登麻美子
能登麻美子（日语：／ Noto Mamiko，1980年2月6日—）是一名日本女性聲優，大澤事務所所屬。石川縣金澤市出身，血型O型，身高163cm。興趣、特長是料理、電影鑑賞、拍照、插花。首次工作是馬自達汽車的廣播廣告，初次配音是1999年動畫《爆球連發！！超級彈珠人》的，同年以《幻影死神》的配角殿村望都正式出道。

## 簡介
- 就讀基督教系高校，在校時加入聖詩隊[1]。北陸學院高等學校畢業後，就讀代代木動畫學院1年，後成為大澤事務所的見習生。
- 老家是書店（已關閉）、《成惠的世界》（能登是女主角聲優）原作賣出最多的書店，現在經營漫畫咖啡廳。
- 在年輕女性聲優中很受歡迎。因為太忙，被說成是十分難以會見的聲優。
- 除了動畫的配音，也經常擔當各商業廣告的旁白。
- 2007年，被邀担任為4月电视动画新作《桃华月惮》写剧本。
- 2007年7月，与声优关智一受邀前往美国马里兰州巴尔的摩市担任Otakon 2007的特别来宾。
- 與知名音樂製作人中田康貴同年同月同日出生，皆是石川縣金澤市出身，是從小就認識的朋友。
- 在舞台設定為石川縣的《花開物語》中，由於演出的角色（輪島巴）和自己皆為石川縣出身，而擔任方言監修。
- 2018年9月，能登麻美子於廣播節目「おはなしNOTE」宣布已結婚和懷孕的訊息[2][3]。

## 特徵
- 擁有絲絲細語的聲線。拍攝《地獄少女》PV的監督摧鄉評為「可令周圍氣氛穩下來的治癒系人物」[4]。川澄綾子評為這是能登最大的魅力[5]。
- 現在多出演大型企業的廣告，和為神秘、弱氣或冷靜的少女的動畫角色配音。雖然大多數的少女角色也是上述那種，但也有強氣少女（《暗與帽子與書的旅人》東葉月）、在《MONSTER》的麗娜霍路德那和《植木的法則》的鈴子和少年（《女孩萬歲second season》佐佐木雪成）等等、也有憤怒和發狂交集的演出、看到了和平時不同的一面。她聲音的最大的魅力、就是這種深入到精神上的演技。2006年4月開始播放的作品《魔女之刃》、演出含有大量戰鬥的主角天羽雅音，是到之前為止的傾向完全相反的角色。2008年1月30日開始播放的《記憶女神的女兒們》中飾演的麻生祇磷也是和一般所演角色非常不同，能登認為這是不易上手的角色。

## 人物
- 本人公認的愛稱是（「麻美麻美」之意）。而在Fans、同事之間所使用的有、等等。另有一部分人稱能登為（褒義，「能登好可愛哦能登」之意），2007年11月14日，此詞更被收錄於《現代用語的基礎知識》[6]。
- 不太看爆笑節目和棒球，不知道捕手是做什麼的。在「Witch Bladio」中說過不知道打擊手跑去一壘有甚麼意義，「去一壘會有什麼好的事發生嗎？」）
- 喜歡吃軟骨和油炸的食物，被井上喜久子說：「跟想像中的不太一樣。」
- 關於電腦和機械的知識十分淺薄：聽音樂是用CD隨身聽，曾有一段長時間不知道耳機有分左聲道和右聲道[7]。更曾說過「當了聲優以來的一段長時間，家中一直沒有洗衣機，衣服基本上是手洗」[8]。因此，在「能登麻美子的夏日水族館」中，安排了一個測試能登究竟知道多少的環節「戰鬥吧！模擬天線」。
  - 在2007年5月22日的前一些日子才去買一種在日本很常用的乘車智慧卡Suica，更被MARUNABI！？的工作人員戲稱為「逆於文明而活的能登」[9]。
- 初戀是在小學，喜歡的對象名字是「健太郎」，是個體育萬能的紅人[10]。在小學的畢業典禮前搬了家。
- 十分不擅長運動。體育課打籃球時，以「總之跟著大隊跑就行吧」的漫然態度參加，被對手和自己隊伍覺得她不是來打球的。偶然地傳到能登手中時，兩隊的人都會來搶球，總之就是非常悲慘的記憶。
- 能登有比自己小5年和7年的弟弟，能登說他們的性格和自己完全不一樣[11]。
- 和「劇団、本谷有希子」中的頭目本谷有希子是同鄉友人，故鄉時代是同屬一個劇團。去了東京居住後，在誌vol.59的訪問中對談。
- 不常穿裙子，一般多穿牛仔褲外出。

## 交友关系
- 生天目仁美在多個網上廣播公開發表喜歡能登，而且還會傳送一些看上去像夫妻之間的談話的電郵給能登。
- 對著身為前輩而且年紀較大的川澄綾子、能登也會稱呼為「小綾」、而且還私下2人一起去過溫泉旅行。以前在「MARUNABI！？」也稱呼過川澄做「姐姐大人」[12]。
- 說小清水亞美是「（生天目的）愛人3號」，生天目則說能登是「愛人1號」，「愛人2號」則是清水香里，「正妻」是和生天目同一事務所和主持同一廣播（開運☆野望神社）的伊藤靜。
- 對著在《瑪莉亞的凝望》中為姊妹關係的豐口惠、會稱為「姐姐大人」。順帶一提、能登和川澄、生天目、豐口這3人中能登+1~2人一起演出的作品很多、但所有人一起演出的動畫卻不存在（雖然能登主演的「地獄少女」這3人有分別地各自演出）
- 《草莓棉花糖》的第1隻DVD中、發生了川澄綾子和生天目仁美要能登坐在她們膝上的「爭奪戰」。同作品的主要聲優還組成了（棉花糖會）的組織、每月都有一個草莓棉花糖動畫鑑賞會、一起談天。生天目和川澄到現在好像仍然在爭奪能登。
- 和能登屬同一事務所的渡邊明乃強硬主張她的「小麻（指能登）是我的」，整句是：「就算誰說了甚麼，能登麻美（子）也是我的人。不可以。不讓給任何人。小麻是我的。看，我們在交往啊。就算不是在交往也絕對不讓給人。」[13]。在（Drama CD）的聲優談中，似乎十分不滿生天目的角色經常和能登的角色經常在一起。
- 齋藤千和以“想让能登幸福为名”要把弟弟介绍给她。
- 川澄绫子曾說「如果到40歲都還是單身的話，就一起生活吧。」
- 檜山修之問她和哪幾位聲優關係好時，（順次序）說了川澄綾子、生天目仁美、水樹奈奈、渡邊明乃的名字（出自網上廣播）

## 軼事
- 在《魔女之刃》的現場錄音唱童謠時、能登的whisper voice陰聲細氣得太厲害，變成了一首很恐怖像是被詛咒的歌。這一集在同節目的廣播中播出，能登那一小節的，讓聽者受到極大衝擊，下一星期的電郵有80%也是關於的感想。因此，「讓能登唱童謠的節目」就誕生了。這在之後的「（這童謠也曾在[14] 中唱過）」，的節目中披露。
- School Rumble Drama CD（校園迷糊大王）的演出者附錄，「如果戀人一腳踏兩船，會對他怎樣？」的問題中，唯一一人說「我～～會原諒！」，一時全場啞然。為了平息眾人，立刻說「假的！假的！不會原諒！不會原諒！」，真意不明。以前在[15] 也被聽眾的來信被問過同一問題，能登回答：「我以前一直也認為是絕對不能原諒，但是現在哪……」，引起川澄的強烈反應，最後卻迎合川澄而說「這當然是絕對不可以，絕對不可以」。
- 在《魔女之刃》的錄音室中，不知為甚麼，女聲優和男聲優完全分開地坐。[16]
- 在中提議來一場三對三籃球賽，這被神田朱未稱為是名言。
- 的公開錄音，「電視購物」「な行（日文的（na、ni、nu、ne、no））」的問題中，松風雅也答「（na）甚麼也賣」「（ni）人類以外的話」「（nu）牛羚也賣」「（ne）貓也賣」「（no）能登也賣」。能登雖然最初在笑，但之後聽到自己被分類在「人類以外」則變得沮喪。

## 主要參與作品

### 電視動畫
主角、主要角色以粗體表示
1998年
- （女子）※能登麻子名義[來源請求]

1999年
- 櫻桃小丸子
- 爆球連發！！彈珠超人

2000年
- 夢幻妖子（天女）
- 小魔女Doremi♯（藤男）
- 捍衛者（浮矢瞬（小學時代）、兒童、住宿生B、女學生B）
- 幻影死神（殿村望都）
- NieA_7（女子）

2001年
- 犬夜叉（鈴）
- 天使領域（北村飛鳥）
- 漫畫派對（槌谷麗奈）
- X（桃生小鳥、學生）
- 幻影天使（女學生）
- 魔力女管家（母親）
- 名偵探柯南（吉澤咲）
- 大~集合！小魔女Doremi（岡田奈奈子（第二代）、宮前空、黃金國的少女）

2002年
- 水瓶戰記 Sign for Evolution（阿羅耶識北）
- 銀河戰警（龐德露蒂）
- 驚爆危機（風間信二）
- 天地無用!GXP（山田吉子）
- 十二國記（女仙、鈴的妹妹）
- 小魔女Doremi 大合~奏！（藤男、伊集院佐知子、宮前空）
- 彩夢芭蕾（芙蕾雅）

2003年
- 青出於藍～緣～（相澤千鶴）
- 妮嘉尋親記
- 神魂合體（桃園桃子）
- 成惠的世界（七瀨成惠）
- 星星公主（佐倉明）
- 驚爆危機？校園篇（風間信二）
- 魔偵探洛基（薇爾丹蒂）
- 暗與帽子與書的旅人（東葉月）
- 洛克人EXE Axess（城戶舟子）
- 灌籃少年（杏崎沙斗未）
- 神槍少女（艾爾莎·狄·西卡）

2004年
- 超變身角色扮演前傳（生田美月）
- LOVE♥LOVE?（生田美月）
- 妖精的旋律（由香）
- 陰陽大戰記
- 神無月的巫女
- 女孩萬歲 第一季（佐佐木雪成）
- 北方戀曲（朝比奈京子）
- 奇諾之旅（蒂法娜）
- Keroro軍曹（安哥爾·摩亞、麻美、AI K6001）
- 校園迷糊大王（塚本八雲）
- 捉鬼天狗幫（百合）
- 火影忍者（活蝓）
- BURN-UP SCRAMBLE
- 風人物語（花梨）
- 忘却的旋律（忘却的旋律）
- 舞-HiME（菊川雪之）
- 瑪莉亞的凝望（藤堂志摩子）
- 瑪莉亞的凝望~春~（藤堂志摩子）
- MEZZO（長谷川愛子）
- 妄想代理人（鷺月子）
- MONSTER（安娜利貝爾 / 麗娜霍路德那）
- 烘焙王
- 洛克人EXE Stream（城戶舟子）

2005年
- 幸運女神（三嶋沙夜子）
- 草莓棉花糖（安娜·柯柏拉）
- 草莓100%（東城綾）
- 植木的法則（鈴子·傑拉得）
- 女孩萬歲second season（佐佐木雪成）
- Canvas2~彩虹色的圖畫~（君影百合奈）
- 銀盤萬花筒（莉亞‧加娜特‧喬伊第艾芙）
- 地獄少女（閻魔愛）
- 星舰驾驶员（若菜サンリ）
- 曙光少女（阿庫瑟拉·沃利克）
- 驚爆危機!The Second Raid（風間信二）
- 舞-乙HiME
- 魔法老師!（宮崎和香）
- LOVELESS（東雲瞳）
- 魯邦三世 天使的策略
- 洛克人EXE BEAST（城戶舟子）
- 聖魔之血（艾絲緹‧布蘭雪）
- 灼眼的夏娜（頂之座·黑卡蒂）

2006年
- 幸運女神 各自的羽翼（三嶋沙夜子）
- 魔女之刃（天羽雅音）
- Pénélope tête en l'air（旁白）
- 鍵姬物語 永久愛麗絲迴旋曲
- 神樣家族（橘愛）
- 地獄少女 二籠（閻魔愛）
- 史上最強弟子兼一（香阪時雨、鬥忠丸）
- SIMOUN
- 女子高生 GIRL'S-HIGH（佐藤綾乃）
- 校園迷糊大王 二學期（塚本八雲）
- 麵包超人
- タクティカルロア
- 西方善魔女
- Fate/stay night（貝迪維爾）
- ×××HOLiC（第七話「紫陽花」少女）
- 怪俠索羅利2
- 獻上女神的祝福（周藤汐音）
- 夢使者（茶川三時花）
- 救援之翼（長谷川惠）
- 魔法老師!?（宮崎和香）
- 洛克人EXE BEAST+（城戶舟子）

2007年
- 偶像大師 XENOGLOSSIA（宗方名瀨）
- 怪物王女（嘉村令裡）
- sola（四方茉莉）
- 月面兔兵器米娜（灰原水面/秋山米娜）
- 交響情人夢（佐久櫻）
- 地球防衛少年（古茂田孝美）
- CLANNAD（一之瀨琴美）
- 爆丸
- 神曲奏界
- 安徒生童話 人魚公主（美人魚）
- 神奇寶貝鑽石&珍珠（沙耶香・佛朗索瓦・喬伊）
- 灣岸Midnight
- 蟲之歌（藥屋千晴）
- 君吻 pure rouge（祇條深月）
- 豆芽小文（武藤葵）
- Sketchbook ～full color's～（大庭月夜. 犬男）
- 灼眼的夏娜II（頂之座·黑卡蒂、近衛史菜）
- 零之使魔～双月骑士～（蒂法尼亞）

2008年
- 地獄少女 三鼎（閻魔愛）
- 武装机甲（城崎絵美）
- 乃木坂春香的秘密（乃木坂春香）
- 零之使魔 三美姬的轮舞（蒂法尼亚）
- 我的狐仙女友（小山田耕太）
- 海馬
- 记忆女神的女儿们（麻生祇燐）
- 无限之住人（乙橘槙繪）
- 迷宫塔（幼年时期的吉尔）
- 出包王女（村雨靜）
- 艾莉森與莉莉亞（菲歐娜、法蘭契斯卡）
- 無敵偵探貴公子（葉弧）
- 神枪少女第二季
- 神灵狩（大倉早紀枝）
- 秘密 〜The Revelation〜（里中恭子）
- CLANNAD ～AFTER STORY～（一之瀨琴美）
- 魔法禁書目錄（姬神秋沙）
- 夏目友人帳
- 鋼鐵新娘（早川美浦、美宇羅）
- 女神異聞錄 ～三位一體之魂～（小松原彩音）

2009年
- 空罐少女（耶兒）
- 瑪莉亞的凝望 第四季（藤堂志摩子）
- DOGS/BULLETS&CARNAGE
- 铁腕女警 巴迪DECODE:02
- CANAAN
- 女王之刃 流浪的戰士（巴）
- 戰國BASARA（阿市）
- 战场的女武神（柯迪利婭‧基‧蘭德古利茲公主）
- 乃木坂春香的秘密 第二季（乃木坂春香）
- 棒球大聯盟（佐藤美穗(小野寺和香)）
- 大正野球娘（宗谷雪）
- 青花（杉本姿子）
- 07-GHOST
- 只想告訴你（黑沼爽子）
- 學生會的一存（藤堂莉莉西亞）
- 肯普法（窒息野狗）
- 戰鬥司書系列（妮妞）
- 犬夜叉 完結編（鈴）

2010年
- 銀魂
- 海月姫（吉吉）
- 戰國BASARA貳（阿市）
- 科学超電磁砲（姬神秋沙）
- 魔法禁書目錄Ⅱ（姬神秋沙）
- 與殿下一起（長宗我部元親、阿市）
- 滑头鬼之孙（羽衣狐）
- B型H系（小須田香月）
- 迷途貓（村雨四摩子）
- 更多出包王女（村雨靜）
- 芒亨日記（噗嘰豬）

2011年
- BLEACH（春子）
- 只想告訴你 2ND SEASON（黑沼爽子）
- 零度战姬（莎堤莱萨·艾尔·布丽姬、青井和葉）
- 花開物語（輪島巴）
- 與殿下一起 ～眼罩的野望～（長宗我部元親、阿市）
- 肯普法 für die Liebe（窒息野狗）
- 咚隆隆炎魔君熊熊燃燒（雪子姫）
- 魔物獵人日記 岌岌可危的貓貓村G（噗嘰豬、エレナ）
- 蘿球社！（長谷川七夕）
- 異國迷宮的十字路口（汐音）
- 快盜天使雙胞胎（神無月葵）
- 滑头鬼之孙 千年魔京（羽衣狐/山吹乙女）
- 迴轉企鵝罐（時籠百合）
- 魔乳秘劍帖（狹山櫻花）
- 丹特麗安的書架（卡蜜拉・索爾・卡恩斯）
- 名偵探柯南（村主睦）#625、626
- 少年同盟（相田静菜）
- 灼眼的夏娜III Final（近衛史菜/頂之座·黑卡蒂）

2012年
- 零之使魔F（蒂法尼亞）
- FAIRY TAIL魔導少年（梅比絲·法米利昂）
- 黑岩射手（納野沙耶）
- 機動戰士GUNDAM AGE（威爾納·傑尼斯汀、哲哈特·加列特（少年）、明古·雷頓）
- 極樂院女子高寮物語（赤羽沙矢）
- 聖靈家族（菲麗琪塔(Felicita)）
- 戰國Collection（“聖乙女”上杉謙信）
- AKB0048（第08代 小嶋陽菜）
- Muv-Luv Alternative Total Eclipse（伊妮亚·谢斯切娜）
- 銀魂
- SKET DANCE（森下小麻）
- Hunter × Hunter（柯特·揍敵客）
- 織田信奈的野望（今川義元）
- 萌菌物語 Returns（武藤葵）
- 輪迴的拉格朗日（中泉洋子）
- 輪迴的拉格朗日2（中泉洋子）
- TARI TARI（沖田志保）
- 少年同盟2（相田静菜）
- 白熊咖啡厅（大崎あゆみ）
- 圣斗士星矢Ω（アリア/少女）
- Battle Spirits 霸王（早川久美子）
- 出包王女DARKNESS（村雨靜）
- 新學生會的一存（藤堂莉莉西亞）
- 李洛克的青春全力忍傳（活蝓）
- 偶像活動（星宮蘋果）

2013年
- AKB0048 next stage（8代目 小嶋陽菜）
- 學生會的一存 Lv.2（藤堂莉莉西亞）
- 八犬傳－東方八犬異聞－（雪姫〈雪女〉）
- 打工吧！魔王大人（水島由姬）
- 百花繚亂 SAMURAI BRIDE（前田慶次）
- 團地友夫（坂上）
- 蘿球社！SS（長谷川七夕）
- 神不在的星期天（疤面[17]）
- 現視研 第二代（神永）
- 有頂天家族（弁天、幼時的矢三郎）
- 核爆末世錄（梶井息吹）
- 機巧少女不會受傷（莉賽特·諾頓）

2014年
- 魔女的使命（白公主永恆朱紅）
- 宇宙浪子（Z）
- pupa（長谷川幸子）
- Keroro（安哥拉·摩亞）
- FAIRY TAIL魔導少年 新系列（梅比絲·法米利昂）
- 極黑的布倫希爾德（藤崎真子）
- NO GAME NO LIFE 遊戲人生（菲爾·尼爾瓦倫）
- 龍孃七七七埋藏的寶藏（不義雪姬）
- 斬！赤紅之瞳（希兒）
- 名偵探柯南（麻生茉莉）※第752話「招財三花貓事件（後篇）」
- ALDNOAH.ZERO（沃蕾因）
- 笑傲曇天（錦、看守）
- 四月是你的謊言（有馬早希）
- 希德尼娅的骑士（科户濑由蕾）

2015年
- 百合熊風暴（情人）
- 艦隊Collection（大鳳）
- 純潔的瑪利亞（維弗）
- 幸腹塗鴉（町子綠）
- 夜晚的小雙俠（ミッちゃん）
- 魔法少女奈葉ViVid（艾茵哈特·斯崔特斯）
- 食戟之靈（日向子）
- 可塑性記憶（瑪莎）
- 血界戰線（瓦爾克爾·洛佐·瓦爾克特渥艾爾·吉麗佳）
- GANGSTA.（愛力克斯·貝尼迪特）
- 若葉女孩（老師）
- 出包王女DARKNESS 2nd（村雨靜）
- 境界觸發者（莉莉絲）
- 金田一少年之事件簿 R 第2期（小角由香里）
- 彗星·路西法（艾娜·天城）
- 女武神驅動 -美人魚-（柊結）

2016年
- 百無禁忌！女高中生私房話（旁白）
- FAIRY TAIL魔導少年 ZERØ（梅比絲·法米利昂）
- Dimension W －第四次元－（拉希緹）
- 灰與幻想的格林姆迦爾（芭芭菈）
- 境界之輪迴II（大姊姊）
- JoJo的奇妙冒險 不滅鑽石（山岸由花子）
- Re：從零開始的異世界生活（艾爾莎·葛蘭希爾特）
- SUPER LOVERS（國末美樹）
- 食戟之靈 貳之皿（乾日向子）
- orange橘色奇蹟（翔的母親）
- Qualidea Code（夕浪愛離）
- ViVid Strike!（艾茵哈特·斯崔特斯）
- 超自然9人组（西園梨梨花）
- Classicaloid（李斯特）

2017年
- 時間飛船24（瑪麗·安托瓦內特）
- 烏菈菈迷路帖（時江）
- 愛麗絲與藏六（「米妮C」·立花）
- 武裝少女Machiavellianism（藤林祥乃）
- 櫻花任務（四之宮小百合）
- 莉露莉露妖精～妖精之門～（花村可憐）
- 快盜天使BREAK（神無月葵）
- 有頂天家族2（弁天）
- 小金剛起源（月江）
- 名侦探柯南（山倉岳美）
- 妖怪公寓的優雅日常（長谷汀）
- 將國戡亂記（卡特莉娜·德·羅西）
- 舞動青春（圓谷環）
- 地獄少女 宵伽（閻魔愛）
- 悠久持有者：魔法老師！ 第2部（宮崎和香）
- Infini-T Force（界堂咲惠）
- 寶石之國（藍柱石）
- 調教咖啡廳（夏帆的母親）
- 如果有妹妹就好了。（巨齒鯊）
- 網路勝利組（盛岡森子、Molly）

2018年
- 名侦探柯南（藤吉比吕子）
- 比宇宙更遠的地方（藤堂吟）
- POP TEAM EPIC（PIPI美〈第11話A段〉）
- 刻刻（瑪莉亞）
- 銀魂. 銀之魂篇
- DAME×PRINCE ANIME CARAVAN（伊那科王妃）
- 宇宙戰艦提拉米斯（陰毛的太太）
- 哆啦A夢（灰姑娘、女記者）
- 重神機潘多拉（菲歐娜）
- 漫畫女孩（萌田春子）
- 魔法少女網站（王）
- 溫泉屋小女將（旁白）（織子的母親）
- 卡利古拉（美笛的母親）
- 黃金神威（茵卡拉瑪）
- 和風喫茶鹿楓堂（老奶奶）
- 驚爆危機！Invisible Victory（風間信二）
- 工作細胞（旁白[18]）
- 付喪神出租中（輝夜姬）
- 軒轅劍·蒼之曜（雲、旁白）
- 學園BASARA（阿市[19]）
- 魔法禁書目錄Ⅲ（姬神秋沙）
- 黃金神威 第2期（茵卡拉瑪）
- 七大罪 戒律的復活（尼祿巴斯塔）

2019年
- 狂賭之淵××（蛇喰想子）
- 爆丸5星域爭霸（謎之聲、黃金鳳凰）
- 獵獸神兵（エレイン、エレイン〈少女〉、旁白）
- 鬼滅之刃（嘴平琴葉）
- 實況主的逃脫遊戲【直播中】（仁木夕架子）
- 少女前線 人形小劇場 -治癒篇-（UMP9）
- 七大罪 眾神的逆麟（尼祿巴斯塔）
- 偶像學園 on Parade！（星宮林檎）
- 少女前線 人形小劇場 -狂亂篇-（UMP9）

2020年
- 隱瞞之事（姬的母親）
- 食戟之靈 豪之皿（乾日向子）
- 聽我的電波吧（城華蒔繪）[20]
- Re：從零開始的異世界生活 2nd season（艾爾莎·葛蘭希爾特）
- 科學超電磁砲T（姬神秋沙）
- 富豪刑事 Balance:UNLIMITED（神戶小百合）
- 半妖的夜叉姬（鈴）

2021年
- 工作細胞!!（旁白[21]）
- 進擊的巨人 The Final Season（威利的妹妹、戰錘巨人〈菈菈・戴巴〉）
- Love Live! Superstar!!（香音的母親）
- 女武神的餐桌II（幽蘭黛爾）
- 境界觸發者 3rd season（林藤由莉）
- 半妖的夜叉姬 貳之章（鈴）
- 鍵等（一之瀨琴美）
- 特斯拉筆記（根來算子）
- 名偵探柯南（六井理子）

2022年
- 天才王子的赤字國家重生術（迦德莫雅）
- 與變成了異世界美少女的大叔一起冒險（夜之女神）
- 奇米萌 CHIMIMO（鬼神武都）
- Love Live! Superstar!! 第2期（香音的母親）
- 天籟人偶（菊花）
- 機動戰士GUNDAM 水星的魔女（普洛斯佩拉）
- BLEACH 千年血戰篇（片桐叶繪）

2023年
- 英雄王，為了窮盡武道而轉生～而後成為世界最強見習騎士♀～（女神亞莉絲泰爾）
- 久保同學不放過我（白石由惠[22]）
- 地獄樂（畫眉丸之妻[23]）
- 躍動青春（美津未的母親）
- 為美好的世界獻上爆焰！（唯唯）
- 放學後失眠的你（倉敷兔子[24]）
- 天國大魔境（亞思拉）
- 在異世界獲得超強能力的我，在現實世界照樣無敵～等級提升改變人生命運～（黃泉川老師）
- 江戶前精靈（赫伊菈[25]）
- 黃金神威 第4期（茵卡拉瑪）
- 狩龍人拉格納（奇美拉[26]）
- SHY靦腆英雄（SPIRITS[27]）
- 豬肝記得煮熟再吃（布蕾絲[28]）

2024年
- 異修羅（紅紙籤的愛蕾雅[29]
- 小酒館Basue（聖劍）
- 藥師少女的獨語（皇太后[30]）
- 老夫老妻重返青春（齋藤依音[31]）
- 隔壁的妖怪鄰居（龍神）
- 我回來了、歡迎回家（真生的母親）
- 從Lv2開始開外掛的前勇者候補過著悠哉異世界生活（優露米妮特[32]）
- SHY靦腆英雄 第2期（SPIRITS[33]）
- 異世界自殺突擊隊（亞朵菈[34]）
- 天穗之咲稻姬（來訪者）
- 異世界失格（艾榭[35]）
- Re：從零開始的異世界生活 3rd season（艾爾莎·葛蘭希爾特）

2025年
- 妖怪學校的菜鳥老師！（安倍媽媽）
- SAKAMOTO DAYS 坂本日常（赤尾利音[36]）
- 這裡是充滿笑容的職場。（瀧澤蓮[37]）

### OVA
2001年
- X 預兆（桃生小鳥）

2002年
- 捍衛者21（幽靈少女）
- 機甲兵團J-PHOENIX LIPS小隊

2003年
- 水瓶戰記 SagaII～Don't forget me…～（藤宮真由美）

2004年
- 小魔女DoReMi 童年秘密篇（伊集院佐知子）
- 柯塞特的肖像（齋賀由布）

2005年
- 校園迷糊大王 一學期補習（塚本八雲）
- 撲殺天使
- 草莓100%（東城綾）

2006年
- 今天的五年二班（相原和美）
- 大魔法峠
- 魔法老師!? 春版、夏版（宮崎和香）
- 鬼公子炎魔（波多七美）（2006年8月25日—2007年3月23日）
- 舞-乙HiME Zwei（2006年11月24日—2007年5月25日）
- 瑪莉亞的凝望 第三季（藤堂志摩子）（2006年11月29日—2007年7月25日）

2007年
- 草莓棉花糖 Original Video Animation（安娜·柯柏拉）
- AIKa R-16：VIRGIN MISSION（美波野卡蓮）

2008年
- 星之海的阿姆莉（瑪麗亞）
- 快盜天使雙胞胎（神無月葵）
- 校園迷糊大王 三學期（塚本八雲）
- 魔法先生涅吉～白之翼～（宮崎和香）
- 零之使魔 三美姬的轮舞 特典OVA（蒂法尼亚）

2009年
- 魔法先生涅吉 另一个世界（宮崎和香）

2012年
- 絕對純白魔法少女（佐佐木琴音）

2013年
- 翠星上的加爾岡緹亞（阿萊莉亞）
- 蘿球社！（長谷川七夕）

2014年
- 快盜天使雙胞胎Paradise（神無月葵）

2015年
- 噬血狂襲 女武神的王國篇（波莉芙妮亞·立赫班）

2016年
- FAIRY TAIL 納茲vs.梅比斯（梅比斯）

2018年
- 悠久持有者 OVA2（宫崎和香）
- 政宗君的復仇（麻江）

2019年
- 修業魔女璐璐萌 完結篇（耕太的母親）

2020年
- 女王之刃 UNLIMITED（巴）
- 岸邊露伴一動也不動『懺悔室』（山岸由花子）
- 黃金神威（茵卡拉瑪）
- 弩級戰隊HXEROS（天邪蟲）

2022年
- 機動戰士GUNDAM 水星的魔女 PROLOGUE（埃爾諾拉·薩瑪雅[38]）

### 剧场版动画
2006年
- Keroro軍曹超劇場版 （安哥爾·摩亞）

2007年
- Keroro軍曹超劇場版2 深海的公主（安哥爾·摩亞）

2008年
- Keroro軍曹超劇場版3 Keroro對Keroro 天空大決戰（安哥爾·摩亞）
- 劇場版 空之境界（浅上藤乃）
  - 劇場版 空之境界 第三章 痛覺殘留
  - 劇場版 空之境界 第四章 伽藍之洞

2009年
- Keroro軍曹超劇場版4 龍勇士的逆襲（安哥爾·摩亞）

2011年
- 戰國BASARA -The Last Party-（阿市）
- 剧场版 魔法老师！ ANIME FINAL（宫崎和香）

2012年
- 光之美少女 All Stars New Stage 未來的朋友（坂上步美／回聲天使）

2013年
- 劇場版 魔法禁書目錄 -安迪米昂的奇蹟-（姬神秋沙）
- 劇場版 花開物語 HOME SWEET HOME（輪島巴）

2014年
- 光之美少女 All Stars New Stage3 永遠的朋友（坂上步美／回聲天使）

2015年
- 多啦A梦劇場版 大雄的宇宙英雄記（汉堡导演）
- 少女與戰車 劇場版（米卡）

2016年
- 光之美少女 All Stars 大家歌唱吧♪奇跡的魔法！（坂上步美／回聲天使）

2017年
- NO GAME NO LIFE 遊戲人生 ZERO（辛克·尼爾瓦倫）
- 少女與戰車 最終章（第1話）（米卡）

2019年
- 少女與戰車 最終章（第2話）（米卡）
- 劇場版 為美好的世界獻上祝福！紅傳說（唯唯[39]）

2021年
- 少女與戰車 最終章（第3話）（米卡）

2023年
- 少女與戰車 最終章（第4話）（米卡）

2025年
- 怪盜皇后的優雅假期（ズユ[40]）
- 少女與戰車 更加相親相愛作戰！（米卡[41]）

### 網路動畫
2012年
- 蟑螂娘（小蟑）

2015年
- 怪物彈珠（焰三月）

2016年
- 寶可夢世代（芽米）

2021年
- 少女前線 人形小劇場 -治癒篇2-（UMP9）

2024年
- 只想告訴你 3RD SEASON（黑沼爽子[42]）
- Fate/Grand Order 搞不懂的藤丸立香 第2期（斯卡哈·斯卡蒂）

2025年
- 新星GALVERSE（M-Lezi[43]）
- 章魚嗶的原罪（Happy媽媽）

### 遊戲
2002年
- （PS2）
- D.C.（朝倉純一（幼年時代））

2003年
- 銀河天使（PC、Xbox、PS2）
- （朝比奈京子）（PS2）
- DEAR BOYS Fast Break!（杏崎沙斗未）（PS2）

2004年
- 紅線（奈良陽子）（PS2）
- （PC）
- （PS2）
- 機甲兵団J-PHOENIX2（PS2）
- CLANNAD（一之瀨琴美）（PS2）
- Keroro軍曹 Meromero Battle Royale（安哥爾·摩亞）（PS2）

2005年
- 草莓100% Strawberry Diary（東城綾）（PS2）
- 草莓棉花糖（安娜·柯普拉）（PS2）
- Keroro軍曹 Meromero Battle Royale Z（安哥爾·摩亞）（PS2）
- 召喚夜響曲 鑄劍物語 ~肇始之石~（GBA）
- 式神之城 七夜月幻想曲（城島月子）（PS2）
- DUEL SAVIOR DESTINY（伊姆妮蒂）（PS2）
- Twelve～戰國封神傳～（PSP）
- BALDR FORCE EXE（梁）（PS2）
- 120元之春 ¥120 Stories（中村葉月）（PS2）
- Phantom Kingdom（PS2）
- Counter Strike NEO -White Memories-（瑪基）（PC）
- 魔法老師 1時間目 這個小孩子老師是魔法使!（宮崎和香）（PS2）
- 魔法老師 2時間目 戰鬥吧少女們!麻帆良大運動會特輯!（宮崎和香）（PS2）
- （宮河日向）（NDS）
- White Princess the second（芝原琴美）（PS2）

2006年
- 植木的法則 打倒羅貝多十人團!! （PS2）
- （御鏡咲夜）（PS2）
- 機動戰士Gundam Climax U.C.（PS2）
- 君吻（祇条深月）（PS2）
- （PS2）
- 式神之城III（城島月子）（街機、PC）
- 聖女貞德（PSP）
- 戰國BASARA2（阿市）（PS2）
- DEKARON（PC線上遊戲）
- Phantasy Star Universe（PC、PS2、Xbox 360）
- FRAGMENTS BLUE（矢澤千花）（PS2）
- 女神異聞錄3（山岸風花）（PS2）
- 魔法老師!? 超麻帆良大戰（宮崎和香）（PS2）
- 魔法老師!? 3時間目 戀愛和魔法和世界樹傳說!（宮崎和香）（PS2）
- 龍刻（水乃内美流）（PS2）
- （冰室紫月）（PS2）
- 快盜天使雙胞胎（神無月葵）（柏青哥）

2007年
- Odin Sphere（Mercedes）（PS2）
- （雙葉葵）（PS2）
- 女神異聞錄3 Fes（山岸風花）（PS2）
- （宮河日向）（NDS）
- 魯邦三世～獻給魯邦死、獻給錢形愛～（銀麗）（PS2）
- 雷頓教授與不可思議的小鎮（謎之少女）（NDS）
- SIMOUN 異薔薇戰爭 （PS2）
- （宮崎和香）（NDS）
- （宮崎和香）（PS2）
- narcissu SIDE 2nd（女孩）
- （PS2）
- （PS2）
- Muv-Luv Alternative TOTAL ECLIPSE（伊妮亞·雪斯契那）（PC）
  - Muv-Luv Alternative ALTERED FABLE（伊妮亞·雪斯契那）（PC）
- 戰國BASARA2 英雄外傳（阿市）（PS2）
  - 戰國BASARA2 英雄外傳Double pack（阿市）（Wii）
- （PS2）
- 飄流幻境（妮絲）（PC）
- 雷頓敎授與惡魔之箱（レイトン教授と悪魔の箱）（アロマ）（NDS）

2008年
- Trouble Twins -MY SWEET BROTHERS-（百合野巴）（PC）
- Rune Factory 2 符文工廠2（NDS）
- Caduceus NEW BLOOD（Wii）
- （錫華姬）（NDS）
- LUX-PAIN（神代奈美）（NDS）
- 呼吸：暗紅色的氣息（南雲朱音）（NDS）
- （一色綾香）（NDS）
- AVALON CODE（NDS）
- CLANNAD（一之瀨琴美）（PSP）
- 我的狐仙女友SE（小山田耕太）（PS2）
- 戰場女武神（PS3）
- Granado Espada（PC網絡遊戲）
- 零～月蝕的假面～（水無月流歌）（Wii）
- 西格瑪和聲（NDS）
- 夢幻之星 攜帶版（女機械人聲音14）（PSP）
- 紅線（春菜）（NDS）
- Tancle（PC網絡遊戲）
- 雷頓教授與最後的時間旅行 (アロマ）（NDS）

2009年
- 戰國BASARA BATTLE HEROES（阿市）（PSP）
- SACRED BLAZE（PS2）
- 電擊學園RPG Cross of Venus（乃木坂春香）（NDS）
- （NDS）
- 幻想水滸伝Tierkreis（NDS）
- TALES OF HEARTS（NDS）
- 女神 (網絡遊戲)（璐璐）（PC網絡遊戲）
- 紅線 destiny DS（奈良陽子）（NDS）
- （NDS）
- （NDS）
- （PSP）

2010年
- 王者之劍Granado Espada（凱瑟琳‧托勒第）(PC網路遊戲)
- 無限のフロンティア-EXCEED（錫華姬）（NDS）
- 戰國BASARA3（阿市）（PS3 / Wii）
- 艾爾之光（伊芙）（PC網路遊戲）

2011年
- The Last Story（マナミア）（Wii）
- 星空幻想（阿奈斯伊）（PC網路遊戲）
- CR戰國少女2（毛利motonari）（柏青哥）
- 艾爾之光（伊芙）（PC網路遊戲）
- 魔法少女奈葉A's PORTABLE -THE GEARS OF DESTINY-（艾茵哈特·斯崔特斯）（PSP）
- 滑頭鬼之孫 百鬼繚乱大戦（羽衣狐）

2012年
- 艾爾之光（伊芙）（PC網路遊戲）

2013年
- 超級機器人大戰UX（城崎繪美）（3DS）
- 艦隊これくしょん -艦これ-（大鳳、秋津丸、まるゆ、春风）（PC網頁遊戲）
- 龙背上的骑兵3（叁）

2014年
- 碧藍幻想（レナ）（PC網頁遊戲）

2015年
- Fate/Grand Order（阿提拉、斯卡哈、布倫希爾德）
- 血源诅咒（假冒的尤瑟夫卡）

2016年
- 阴阳师（阎魔、椒圖、傀儡師）
- 奧丁領域：里普特拉西爾（梅爾瑟蒂斯／メルセデス）
- Fate/EXTELLA（阿提拉）
- 英雄聯盟（日服）（鏡爪（神羊））

2017年
- 御城收藏（姬路城）
- 少女前線（UMP9）
- 死亡愛麗絲（人魚公主）
- 永遠的7日之都（羽彌、奧露西亞）

2018年
- 刀劍神域 奪命兇彈 （潔莉斯卡）
- 決戰！平安京 (傀儡師)
- 夢幻模擬戰 (迪雅麗絲)
- Fate/EXTELLA Link（阿提拉、阿提拉Larva、斯卡哈）
- Fate/Grand Order（斯卡哈·斯卡蒂）
- 魔法禁書目錄（手游）（姫神秋沙）
- 崩坏3rd（幽兰黛尔）
- 第五人格（调香师）

2019年
- 魔法禁书目录 幻想收束（姫神秋沙、顶之座·黑卡蒂）
- 明日方舟（葦草）
- 双生视界（菊理千姬[44]）

2020年
- Cytus II（凛）
- 怪物彈珠（武則天）
- 重裝戰姬（塞潤妮緹）
- Sdorica 萬象物語（米蘭達・阿隆索）
- 碧藍航線（信濃、維托里奧・維內托）
- 閃耀幻想曲（海普莉絲）

2021年
- 月姬 -A piece of blue glass moon-（阿良句寧子）
- 白夜極光（貝芙麗、沙利葉）
- 烈火戰記（阿梅爾、希芙）

2022年
- 傳說對決（蘿兒 次元突破）
- 光隙解語（貝菈朵娜、羅莎）
- 勝利女神：妮姬（艾瑪）[45]

2023年
- 原神 (丝柯克)

2024年
- 戰雙：帕彌什(伊什梅爾 幻日)

- 暗喻幻想：ReFantazio（蕾拉·希格納斯）

2025年
- 明日方舟（死芒）

- 絕區零（儀玄）
- 薑餅人王國（永恆糖餅乾）

### 特攝
- 暴太郎戰隊Don Brothers（2022年，Don村雨鯊“mother” 聲）

### 廣播劇CD
- 搖擺吧！少女（瑠久葉）
- 少年美眉（森居左）
- 薔薇少女（水銀燈）
- 怪物王女（嘉村令裡）
- 蟲，眼球，泰迪熊（眼球抉子）
- DEARS「日本的故事」～紅色～
- 女神異聞錄3廣播劇CD1～5（山岸風花）
- Sound Horizon 5th Story CD Roman（【紫羅蘭】/第1,3,5,7,9,11歌曲中聲音演出）（2006年11月22日）
- 這樣算是殭屍嗎？（梅兒·舒特瓏）
- 漫畫家與助手（足須 沙穗都）
- 魔法少女奈叶The MOVIE 2nd A's 廣播劇CD Side-T （艾茵哈特·斯崔特斯）
- 魔法少女奈叶Reflection 廣播劇CD （艾茵哈特·斯崔特斯）
- 霧雨飄零之森 廣播劇CD 一粒目的雨（旁白〈朗讀〉[46]）
- S線上的黛娜（索普拉·碧蕾）

### 廣播
- YAG Presents 宮村優子的直球Count Down（助手）（大阪放送）
- （第一代助手）（大阪放送：2000年10月～2002年9月）
- 川澄綾子的Best Communication（助手）（網上電視：2001年1月～12月）
- （Club AT-X、2003年2月1日）
- （網上電視：2001年10月～2002年6月）
- （2003年6月29日播放的第11回嘉賓）
- dot-i 能登麻美子的夏日水族館（BBQR文化放送網上廣播：2003年7月～9月）
- （文化放送、四國放送：2004年1月3日～2004年3月27日）
- （文化放送：2004年1月31日）
- 青春radimenia（關西放送：2004年9月18日，電話來電）
- PONY CANYON STYLE MARUNABI？（文化放送：2004年9月28日～2005年1月11日）
- （文化放送、關西放送、Internet On Demand：2004年12月14日嘉賓）
- PONY CANYON STYLE MARUNABI！？（文化放送：2005年1月18日～2007年9月25日）
- 草莓100% Sweet Cafe（文化放送：2005年4月3日～10月2日）
- （大阪放送、文化放送：2006年1月）
- Witch Bladio（音泉：2006年4月3日～2006年9月18日）
  - Witch Bladio Returns（音泉：2008年2月8日～2008年3月6日）
- 千葉紗子的地獄探偵局（第27回嘉賓）
- 天藍色廣播 in chararadio（chararadio）（2007年2月2日～2月23日，隔週主持）
  - 天藍色廣播（DIGITAL BEAT、Lantis，2007年5月主持）
- （第9回（2007年6月20日）、第10回（同年6月22日））
- 交給我吧偵探☆能登麻美子（文化放送、超!A&G+、：2007年10月6日～2008年6月28日）
- （音泉，隔週逢星期五：2008年1月11日～）
- （MEDIA FACTORY，毎月第2、第4個星期五更新：2008年3月21日～2008年9月26日）
- （收錄於各DVD中，第00回先行版於音泉發放，音泉：2008年3月21日～2008年9月26日）
- 武裝機甲 ～倒數播放～（animate.tv，逢星期五：2008年5月30日～）
- （文化放送（逢星期日）、超!A&G+（逢星期一）、NICONICO動畫頻道（逢星期二）、ES Entertainment（逢星期二）：2008年7月6日～9月28日）
- 武裝機甲 ～倒數播放～（animate TV（不定期）：2008年5月30日～10月3日）
- 能登麻美子·地球NOTE（超!A&G+，隔週星期四、五：2008年10月9日～2013年3月18日）

### 網上廣播劇
- （音泉，逢星期五，2007年7月6日～）

### CD
- Scoop!/7days after（開頭歌曲與結尾歌曲）
- 角色歌曲精選專輯（2009年2月25日）
- （能登麻美子·地球NOTE主題曲）（2009年3月25日）

### DVD
- 地球NOTE presents 能登麻美子 Style

### PV
- （地獄少女片尾曲）
- Scoop!（開頭歌曲）
- 7days after（結尾歌曲）
- （地獄少女 二籠片尾曲）
- （地獄少女 三鼎片尾曲）

### 廣告
- 豐田汽車
- 三菱电机
- 麥當勞
- 講談社《週刊少年Magazine》
- 強生公司
- 花王
- 森永乳業
- 東武鐵道
- Animate
- COSMO石油

……等

### 其他
- Desktop Mascot《灼眼的夏娜》（2007年4月19日，Digital Action Figure，PC，Windows 2000、Windows XP）
- 有聲漫畫《Rockin' Heaven》
- 《桃華月憚》電視動畫版第21話劇本
- Avocado.com官方網站《能登麻美子的a day in my life》專欄（2009年3月30日－2011年5月31日）[47]
- 《Come across 〜DEARS朗讀物語〜》第1集〈日本的昔話〉（朗讀第3話及第6話）
- 《Come across 〜DEARS怪談物語〜 小泉八雲之章》上卷及下卷（朗讀等）